# 曹敏 (三国)
曹敏（?—?），曹魏皇族，东汉三国時代人物。魏武帝曹操之孫，曹均之子，母不明，字不明。琅琊原王。 

## 生涯
樊安公曹均之子，217年，范陽閔王曹矩無子，死后由曹敏嗣位，封臨晋侯。
232年，曹敏改封琅琊王，景初、正元、景元年間领3400户。
曹敏卒年不明，死後，谥号原王，曾在小说《三国演义》中登场。

## 子
- 子曹焜嗣位。泰始元年（265年）十二月晉代魏后，降为縣侯。
- 曹贊，出繼曹蕤